# Bellingshausensee
Koordinaten: 71° 0′ 0″ S, 85° 0′ 0″ W

Karte der Bellingshausensee (IHO-Abgrenzung, hervorgehoben)

Die Bellingshausensee ist ein Randmeer des Südpolarmeers und liegt vor der English-, der Bryan- und der Eights-Küste des Ellsworthlands in Westantarktika. Es reicht von der Alexander-I.-Insel bei 57° 18′ W im Osten bis zur Thurston-Insel bei 102° 20′ W im Westen sowie der Peter-I.-Insel im Nordwesten. Nach der IHO-Abgrenzung ist das Kap Mascart am nördlichen Ende der Adelaide-Insel der nördlichste und östlichste Begrenzungspunkt der Bellingshausensee.

## Geographie
Die Bellingshausensee erstreckt sich in westlicher Richtung bis zum Kap Flying Fish, dem nordwestlichen Extrempunkt der Thurston-Insel. Westlich schließt sich die Amundsensee an. 450 km von der antarktischen Küste entfernt liegt die Peter-I.-Insel. Im Osten liegt die größte Insel der Antarktis, die Alexander-I.-Insel. Die Bellingshausensee wurde nach dem in russischen Diensten stehenden deutsch-baltischen Seefahrer Fabian Gottlieb von Bellingshausen benannt, der sie 1821 erstmals befuhr.
Die Bellingshausensee erstreckt sich über eine Fläche von 600.000 km². Sie weist eine maximale Tiefe von 4094 Metern auf. Nach anderen Angaben ist das Meer 487.000 km² groß und maximal 4470 m tief.